# Saturnia spini
Saturnia spini (tên tiếng Anh: Bướm đêm hoàng đế Sloe) là một loài bướm đêm thuộc họ Saturniidae. Nó được tìm thấy ở miền đông Áo và Ba Lan ngang qua miền đông và tây Nam Âu to Hy Lạp, Thổ Nhĩ Kỳ, Armenia, Ukraina, Krym và Kazakhstan.

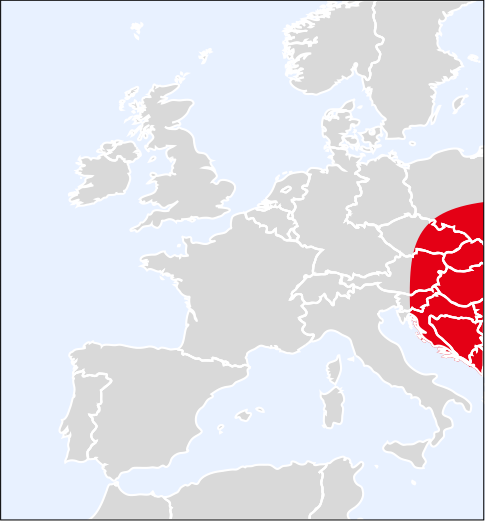
Range ở châu Âu

It has a wingspan of 55–110 mm. Con trưởng thành bay từ tháng 4 đến tháng 6 làm một đợt.
Ấu trùng ăn Prunus spinosa, Rosa, Crataegus, Ulmus, Alnus, Salix, Populus and Malus in Europe. Ở Thổ Nhĩ Kỳ và Crimea nó hiện diện ở các cây thuộc họ Hoa hồng.
Không có phụ loài dù số bướm ở Ukraina và nam nước Nga đôi khi được xem là một phụ loài, Saturnia spini haversoni Watson, 1911.